# Partido Social Demócrata de Polonia

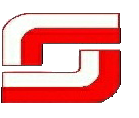
Logo del SdRP

El Partido Social-demócrata de la República de Polonia o SdPR (en polaco: Socjaldemokracja Rzeczypospolitej Polskiej), fue un partido político socialdemócrata polaco creado en 1990 tras las Revoluciones de 1989, y liderado por Aleksander Kwaśniewski hasta su disolución el 15 de abril de 1999.
El SdPR fue el principal de los partidos sucesores del PZPR (el Partido Obrero Unificado Polaco). En la actualidad, gran parte de los antiguos trabajadores del SdPR se unieron a la Alianza de la Izquierda Democrática, partido con el que se fusionó el 15 de abril de 1999. 
Entre el 23 de diciembre de 1995 y el 22 de diciembre de 2005, Aleksander Kwaśniewski ganó las elecciones y se proclamó Presidente de la República de Polonia. También Leszek Miller, secretario general de SdPR, fue el primer ministro de Polonia entre el 19 de octubre de 2001 y el 2 de mayo de 2004.
El partido perteneció a la coalición Izquierda y Demócratas, que la compone cuatro partidos más, además del SdPR. El actual presidente de Izquierda y Demócratas (en polaco Lewica i Demokraci) es Kwaśniewski.
La coalición está formada en la actualidad por cuatro partidos:
- Alianza de la Izquierda Democrática (SLD)
- Partido Socialdemócrata de Polonia (SdPl)
- Unión del Trabajo (UP)
- Partido Democrático (PD)

## Líderes del Partido
- 1990–1995: Aleksander Kwaśniewski
- 1996–1997: Józef Oleksy
- 1997–1999: Leszek Miller

## Resultados electorales
|  | 11,99 % |

|  | 20,41 % |

|  | 27,13 % |